# Љубиша Микић
Љубиша Микић (Ниш, 14. фебруар 1898 – Белановица код Љига, 11. септембар 1974) био је српски правник и економски стручњак, помоћник министра финансија у владама Краљевине Југославије и министар финансија у Влади народног спаса Милана Недића.

## Биографија
Рођен је 1898. године у Нишу, где је завршио основну школу и почео да похађа гимназију. Његово школовање прекинуо је Први светски рат у којем је као редов прикључен шумадијској дивизији српске војске са којом је 1915. године морао да одступа из земље. Након рата одликован је Албанском споменицом. Припада генерацији српских младића који су услед окупације земље и повлачења војске преко Албаније и Црне Горе, школовање морали да наставе у иностранству, најчешће у Француској. Матурирао је у Ници, а потом дипломирао правне науке у Екс ан Провансу. Докторат економских наука одбранио је 1920. у Паризу. У државну службу, Министарство финансија, ступио је 1921. године, најпре у Одељење државног рачуноводства, потом у Одељење државних дугова. Маја 1933. године одликован је француским орденом Легије части.
У владама Краљевине Југославије до почетка Другог светског рата обављао је функције начелника и помоћника министра финансија. Вршио је и дужност вицегувернера Народне банке.

## Политичко деловање током Другог светског рата
Августа 1941. године именован је за министра финансија у Влади народног спаса Милана Недића. Убрзо је поднео оставку на функцију. 